# Seymour de Ricci
Pour les articles homonymes, voir Ricci.
Seymour Montefiore Robert Rosso de Ricci dit Seymour de Ricci (1881-1942) est un archéologue, bibliographe et historien de l'art français d'origine britannique.

## Biographie
Seymour est né le 17 mai 1881 à Twickenham de Helen Montefiore (1860-1931) et James Herman de Ricci (1847–1900), avocat. Ses parents divorcent et la mère de Seymour part s'installer à Paris avec son enfant.
Entre 1890 et 1898, Seymour fréquente le lycée Janson de Sailly et entre à l'École pratique des hautes études. Il part pour les Côtes-du-Nord, étudier des inscriptions romanes. Il rencontre Salomon Reinach, qui devient son mentor et ami, et Émile Guimet. Son premier ouvrage est publié en 1897 et porte sur l'épigraphie romane. En 1901, il est diplômé et se spécialise en égyptologie et en bibliographie de manuscrits, d'incunables, d'ouvrages illustrés de gravures. Il écrit aussi bien en français, qu'en anglais et en italien et donne de nombreuses conférences dans le monde.
De Ricci est fait citoyen français en 1901. Il épouse l'année suivante Jenny Gabrielle Thérèse Dreyfus (1886-1938). Puis, il part en Italie en 1904 et ensuite en Égypte, entre 1905 et 1909, effectuant des relevés. Il rapporte de ses différentes campagnes de fouilles des antiquités dont il confie la garde au musée des Arts décoratifs, au musée Guimet, au musée du Louvre, entre autres.
Durant la Première Guerre mondiale, il est d'abord mobilisé comme chasseur à pied, puis comme interprète auprès des Armées britanniques.
En 1920, il gagne un procès en dénégation de paternité contre sa première épouse qui a eu un enfant en son absence pendant la guerre, et il divorce pour épouser en secondes noces Delphine Feher Lévy (1886-1977), elle-même veuve de guerre d'Isidore Georges Lévy.[réf. nécessaire]
Le 30 mars 1935, il est nommé officier de la Légion d'honneur.
Il décède à Suresnes le 26 décembre 1942 et fut enterré au cimetière du Père Lachaise, à Paris. À sa mort, il avait choisi que la Bibliothèque nationale de France put sélectionner dans son impressionnante collection "tout ce qui lui conviendrait, qu'elle le possédât ou non, qu'elle dut le conserver ou l'échanger", ce qui conduisit à un impressionnant legs de documents de toute nature et de toutes époques.

## Sélection d'écrits
- Inscriptions de l'Oise, « Ager Bellovacorum-Sylvanectes », E. Leroux, 1901.
- Inscriptions de Germanie dans la correspondance d'Oberlin, E. Leroux, 1901.
- Liste sommaire des Manuscrits grecs de la Bibliotheca Barberina, Honoré Champion, 1907.
- Notes d'épigraphie égyptienne, Alexandrie, Société de Publications égyptiennes, 1909.
- (en) A census of Caxtons, Oxford University Press, 1909.
- Les Manuscrits de la bibliothèque du Prince Frédéric Henri d'Orange, Honoré Champion, 1910.
- Les contes populaires égyptiens et la littérature hébraïque, Chalon-sur-Saône, E. Bertrand, 1911.
- Guide de l'amateur de livres à gravures du XVIIIe siècle de Henri Cohen, édition, revue, corrigée et considérablement augmentée, Paris, A. Rouquette, 1912.
- (en) Catalogue of twenty renaissance tapestries from the J. Pierpont Morgan collection exposées au Bénéfice de la Société des amis du Louvre , Galerie J. Seligmann, Typographie P. Renouard, 1913.
- Le style Louis XVI : mobilier et décoration, Hachette & Cie., 1913.
- Inscriptions grecques d'Égypte à Brausberg et à Saint-Pétersbourg, Leroux, 1913.
- Catalogue d'une collection de miniatures gothiques et persanes appartenant à Léonce Rosenberg, Paris, s.n., 1913.
- Esquisse d'une bibliographie égyptologique, E. Leroux, 1919.
- (en) A check-list of the more important French illustrated books of the eighteenth century, Philadelphie, 1923.
- Un album de dessins de Jacopo Bellini, E. Leroux, 1923.
- Exposition du livre italien. Mai-juin 1926. Catalogue des manuscrits, livres imprimés, reliures, Bibliothèque nationale / Musée des Arts décoratifs, Bois-Colombes, Impr. moderne des beaux-arts, 1926.
- Les styles Louis XIV et régence : mobilier et décoration, Librairie Gründ, 1929.
- Salomon Reinach, Elias, 1933.
- Le problème des bibliothèques françaises : petit manuel pratique de bibliothéconomie, L. Giraud-Badin, 1933.